# World RX de Argentina 2016
El World RX de Argentina es una prueba de Rallycross en Argentina válida para el Campeonato Mundial de Rallycross. Se celebró en el Autódromo de Rosario en Rosario, Santa Fe , Argentina.
Andreas Bakkerud consiguió su tercera victoria de la temporada a bordo de su Ford Focus RS, seguido de Johan Kristoffersson y Toomas Heikkinen.
Con 422 puntos el equipo EKS RX ganó el campeonato mundial de equipos de rallycross imponiéndose al Team Peugeot-Hansen que sumó 367 puntos y al Volkswagen RX Sweden que sumó 316 puntos.

## Supercar

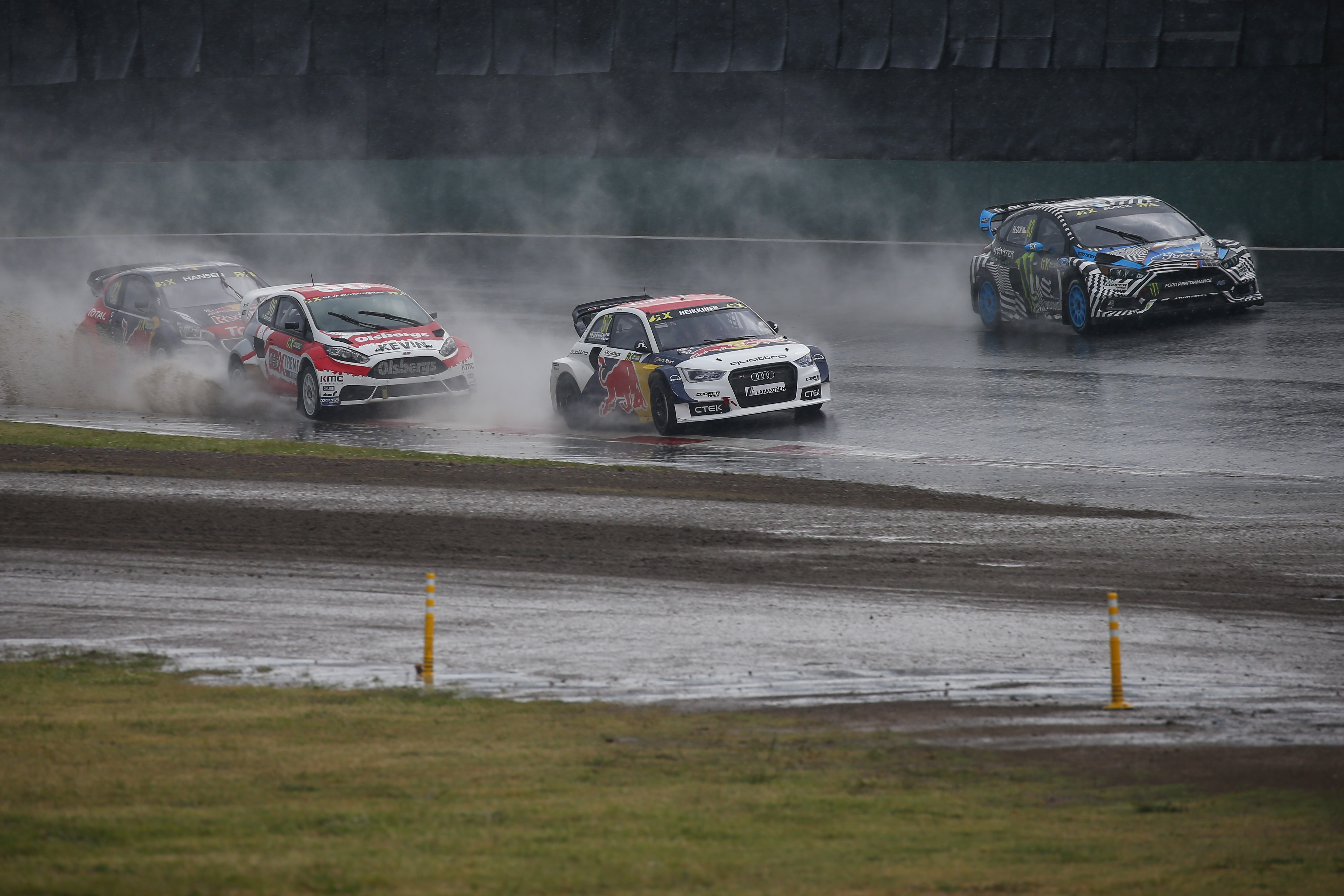
LA Q1 se celebró con lluvia torrencial, lo que condujo a un retraso en la Q2

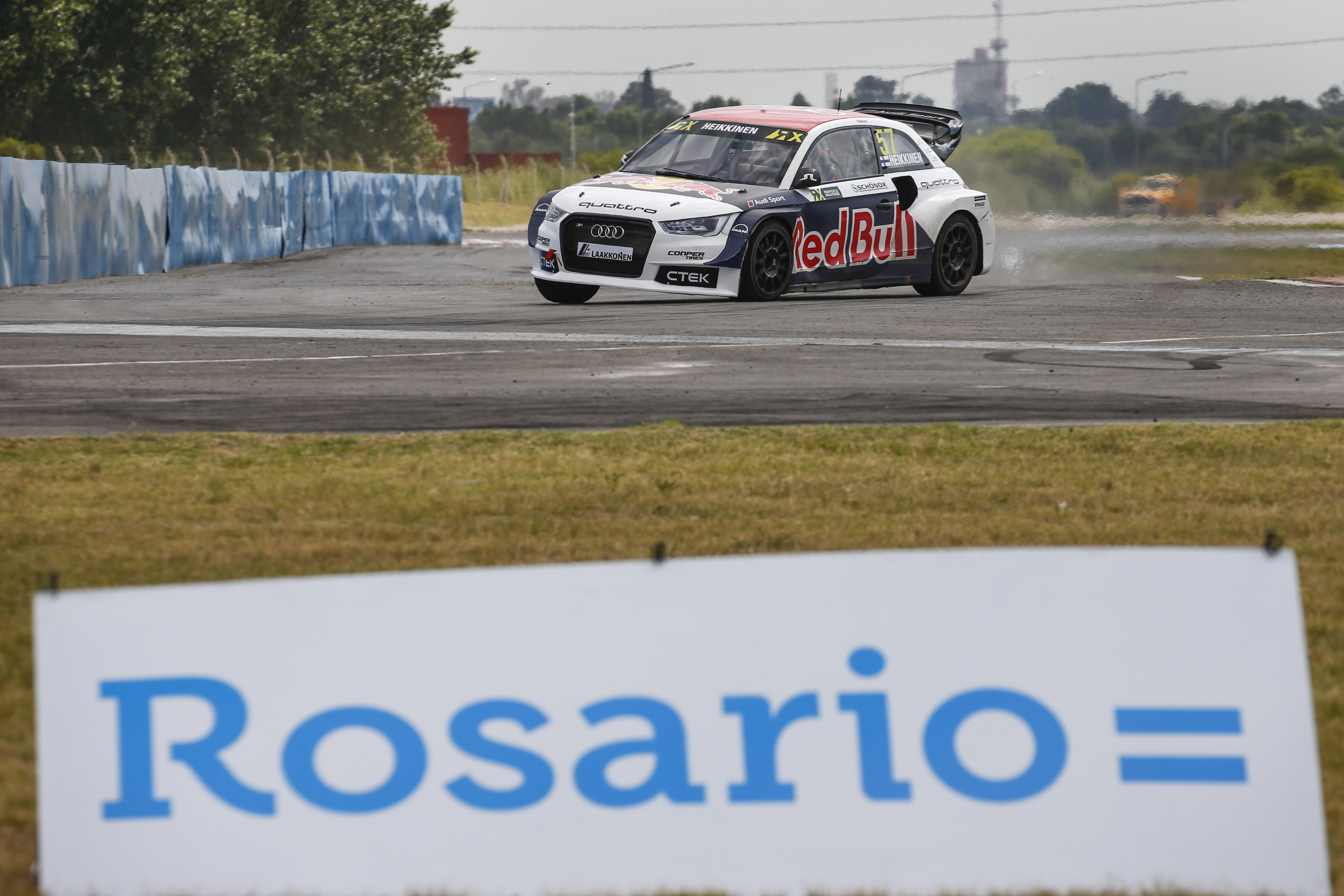
La carrera de 2016 será la última celebrada en Argentina

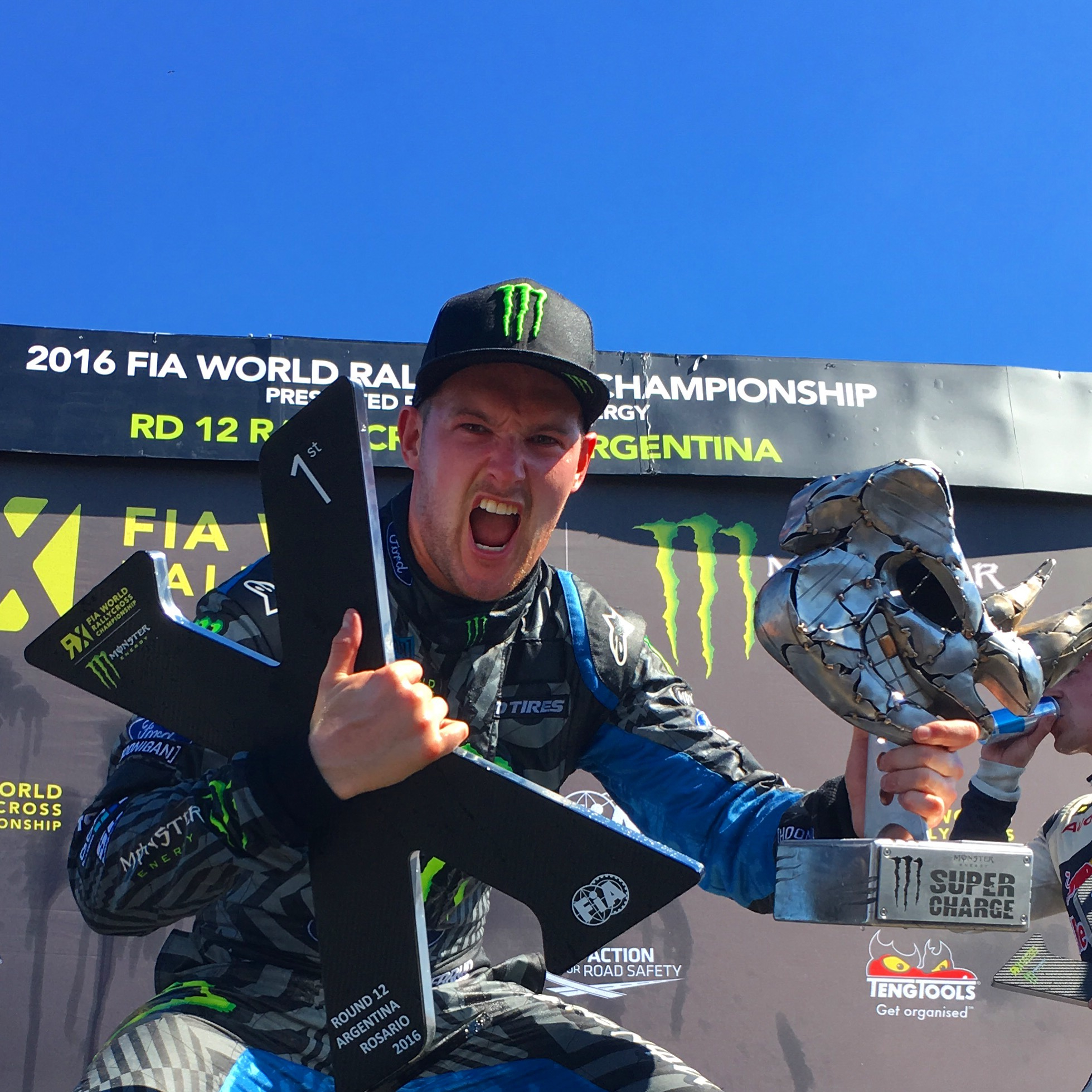
Andreas Bakkerud ganó la carrera

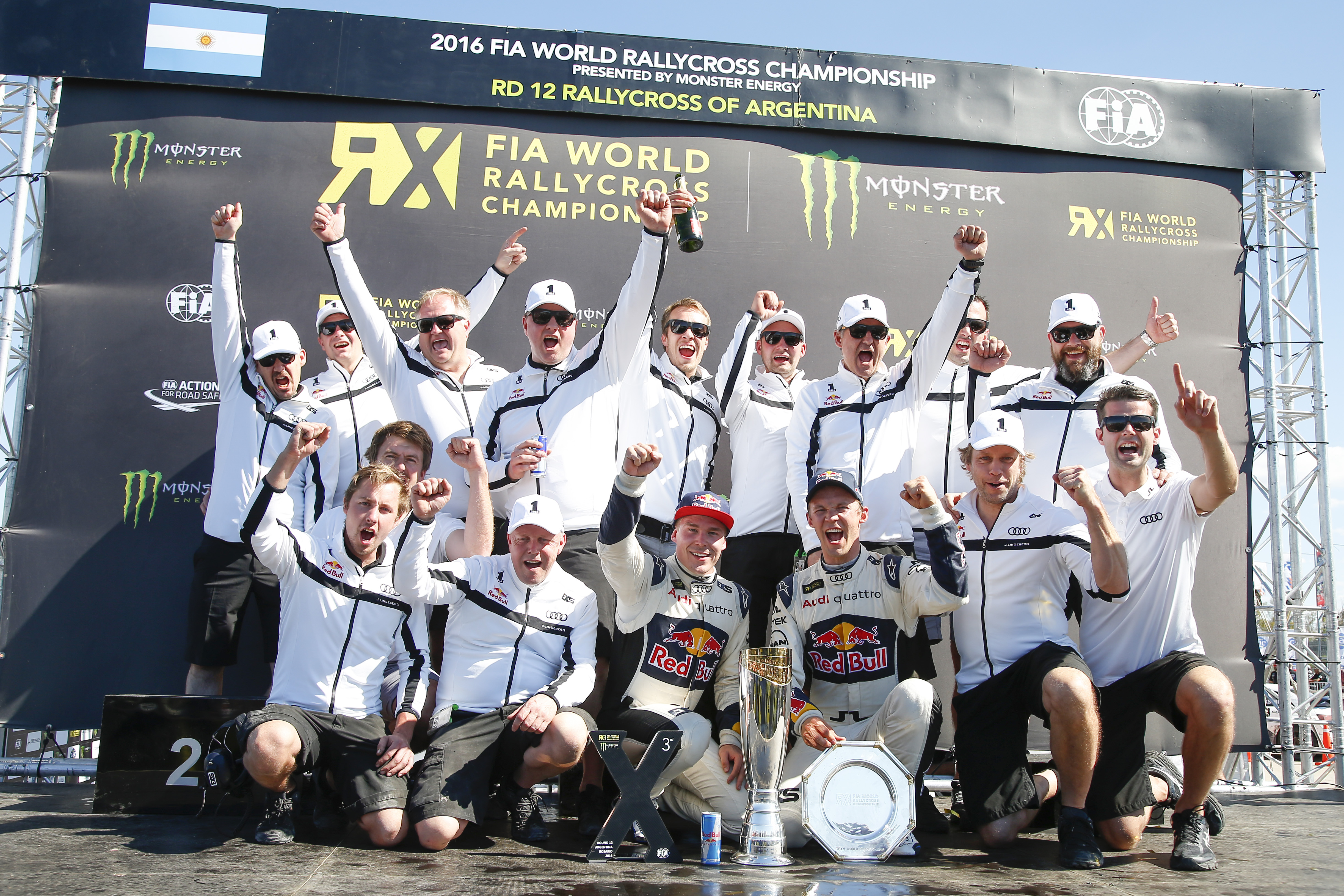
El equipo EKS RX celebró su primer campeonato de pilotos y equipos

### Series
| Pos. | No. | Piloto               | Equipo                          | Auto                | Q1  | Q2  | Q3  | Q4  | Pts |
| ---- | --- | -------------------- | ------------------------------- | ------------------- | --- | --- | --- | --- | --- |
| 1    | 1   | Petter Solberg       | Petter Solberg World RX Team    | Citroën DS3         | 1º  | 1º  | 1º  | 1º  | 16  |
| 2    | 13  | Andreas Bakkerud     | Hoonigan Racing Division        | Ford Focus RS       | 4º  | 3º  | 3º  | 2º  | 15  |
| 3    | 5   | Mattias Ekström      | EKS RX                          | Audi S1             | 2º  | 4º  | 4º  | 3º  | 14  |
| 4    | 9   | Sébastien Loeb       | Team Peugeot-Hansen             | Peugeot 208         | 13º | 2º  | 2º  | 4º  | 13  |
| 5    | 3   | Johan Kristoffersson | Volkswagen RX Sweden            | Volkswagen Polo     | 3º  | 8º  | 6º  | 5º  | 12  |
| 6    | 15  | Reinis Nitišs        | Olsbergs MSE                    | Ford Fiesta         | 11º | 7º  | 7º  | 10º | 11  |
| 7    | 7   | Timur Timerzyanov    | World RX Team Austria           | Ford Fiesta         | 8º  | 5º  | 5º  | 16º | 10  |
| 8    | 4   | Robin Larsson        | Larsson Jernberg Motorsport     | Audi A1             | 9º  | 13º | 10º | 6º  | 9   |
| 9    | 57  | Toomas Heikkinen     | EKS RX                          | Audi S1             | 10º | 10º | 11º | 9º  | 8   |
| 10   | 92  | Anton Marklund       | Volkswagen RX Sweden            | Volkswagen Polo     | 7º  | 12º | 12º | 11º | 7   |
| 11   | 6   | Jānis Baumanis       | World RX Team Austria           | Ford Fiesta         | 5º  | 11º | 14º | 12º | 6   |
| 12   | 44  | Timo Scheider        | All-Inkl.com Münnich Motorsport | SEAT Ibiza          | 14º | 6º  | 8º  | 15º | 5   |
| 13   | 21  | Timmy Hansen         | Team Peugeot-Hansen             | Peugeot 208         | 15º | 14º | 9º  | 7º  | 4   |
| 14   | 77  | René Münnich         | All-Inkl.com Münnich Motorsport | SEAT Ibiza          | 12º | 9º  | 15º | 14º | 3   |
| 15   | 43  | Ken Block            | Hoonigan Racing Division        | Ford Focus RS       | 6º  | 16º | 16º | 13º | 2   |
| 16   | 96  | Kevin Eriksson       | Olsbergs MSE                    | Ford Fiesta ST      | 16º | 15º | 13º | 8º  | 1   |
| 17   | 94  | Nick Jones           | JRM Racing                      | BMW MINI Countryman | 17º | 17º | 17º | 17º |     |

### Semifinales
Semifinal 1
| Pos. | No. | Piloto               | Equipo                       | Tiempo    | Pts |
| ---- | --- | -------------------- | ---------------------------- | --------- | --- |
| 1    | 3   | Johan Kristoffersson | Volkswagen RX Sweden         | 3:56.182  | 6   |
| 2    | 5   | Mattias Ekström      | EKS RX                       | +2.476    | 5   |
| 3    | 57  | Toomas Heikkinen     | EKS RX                       | +4.513    | 4   |
| 4    | 7   | Timur Timerzyanov    | World RX Team Austria        | +7.767    | 3   |
| 5    | 1   | Petter Solberg       | Petter Solberg World RX Team | +1:24.635 | 2   |
| 6    | 6   | Jānis Baumanis       | World RX Team Austria        | DNF       | 1   |

Semifinal 2
| Pos. | No. | Piloto           | Equipo                          | Tiempo   | Pts |
| ---- | --- | ---------------- | ------------------------------- | -------- | --- |
| 1    | 13  | Andreas Bakkerud | Hoonigan Racing Division        | 3:52.872 | 6   |
| 2    | 44  | Timo Scheider    | All-Inkl.com Münnich Motorsport | +2.523   | 5   |
| 3    | 4   | Robin Larsson    | Larsson Jernberg Motorsport     | +5.003   | 4   |
| 4    | 92  | Anton Marklund   | Volkswagen RX Sweden            | +5.883   | 3   |
| 5    | 9   | Sébastien Loeb   | Team Peugeot-Hansen             | +6.404   | 2   |
| 6    | 15  | Reinis Nitišs    | Olsbergs MSE                    | +11.004  | 1   |

### Final
| Pos. | No. | Piloto               | Equipo                          | Tiempo   | Pts |
| ---- | --- | -------------------- | ------------------------------- | -------- | --- |
| 1    | 13  | Andreas Bakkerud     | Hoonigan Racing Division        | 3:48.219 | 8   |
| 2    | 3   | Johan Kristoffersson | Volkswagen RX Sweden            | +1991    | 5   |
| 3    | 57  | Toomas Heikkinen     | EKS RX                          | +3.823   | 4   |
| 4    | 44  | Timo Scheider        | All-Inkl.com Münnich Motorsport | +4.818   | 3   |
| 5    | 5   | Mattias Ekström      | EKS RX                          | +6.263   | 2   |
| 6    | 4   | Robin Larsson        | Larsson Jernberg Motorsport     | +11.559  | 1   |

## Campeonato tras la prueba
Estadísticas Supercar
| Pos | Piloto               | Pts | Dif |
| --- | -------------------- | --- | --- |
| 1   | Mattias Ekström      | 272 |     |
| 2   | Johan Kristoffersson | 240 | +32 |
| 3   | Andreas Bakkerud     | 239 | +33 |
| 3   | Petter Solberg       | 239 | +33 |
| 5   | Sébastien Loeb       | 209 | +63 |

| Prueba previa: World RX de Alemania 2016  | Temporada 2016 del Campeonato Mundial de Rallycross | Siguiente prueba: World RX de Barcelona 2017 |
| Prueba previa: World RX de Argentina 2015 | World RX de Argentina                               | Siguiente prueba: Ninguna                    |

- Datos: Q27922423
- Multimedia: 2016 World RX of Argentina / Q27922423